# Gumbo filé

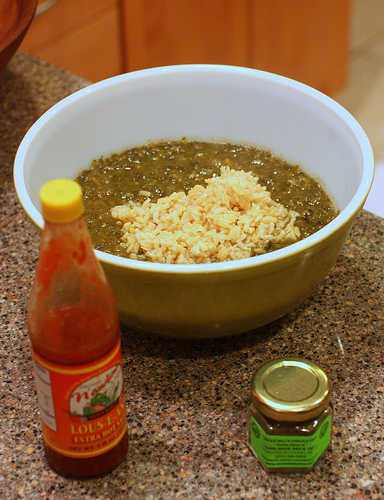
Gumbo filé en un plato elaborado

El gumbo filé, denominado también filé powder, es una especia elaborada con las hojas de sasafrás. Se emplea en la elaboración de algunas variedades de gumbo, una sopa de cajún. Se añade en las etapas finales de su elaboración como un saborizante y agente aglutinante, le proporciona a la sopa tanto como un sabor y una textura distintiva. El filé fue originalmente un substituto de la okra cuando la estación de esta verdura no era la apropiada.
- Datos: Q3301501